# 스토크맨더빌

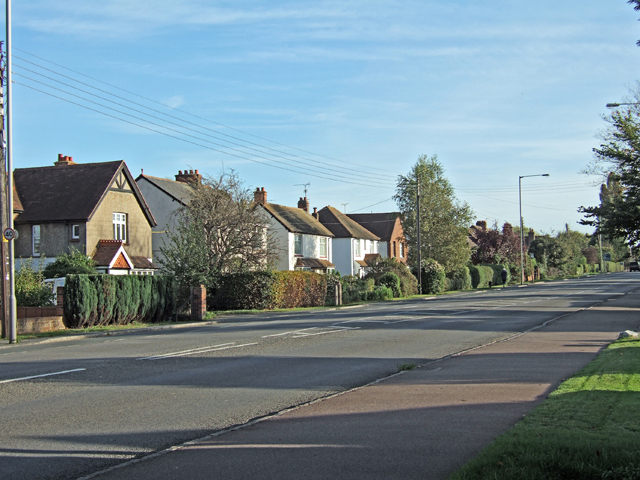

스토크맨더빌(영어: Stoke Mandeville)은 잉글랜드 남동부의 버킹엄셔주 에일즈버리에 있는 마을이다. 이 곳에 위치한 스토크맨더빌 병원(Stoke Mandeville Hospital)은 패럴림픽의 발상지로 여겨진다.